# Graciosa (Wyspy Kanaryjskie)
Graciosa (hiszp. La Graciosa) – jedna z mniejszych Wysp Kanaryjskich zaliczanych do Makaronezji, położona około 2 kilometrów na północ od wyspy Lanzarote i oddzielona od niej cieśniną o nazwie Rio. Należy do grupy 5 wysp, tworzących razem rezerwat przyrody, objętych wspólną nazwą Archipelagu Chinijo.
Jej powierzchnia wynosi 29,05 km², a liczba ludności 658 osób (2006); ludność zamieszkuje 2 miejscowości: Caleta del Sebo i Pedro Barba. Największe wzniesienie to Aguja Grandes, które ma 266 m wysokości.
Od 2018 r. uznana jest oficjalnie za ósmą wyspę zamieszkaną.
Na wyspie znajdują się 2 pensjonaty, 3 bary, 3 restauracje, 2 supermarkety, 1 poczta, 1 bank, 1 bankomat i kawiarenka internetowa. Na wyspie nie ma dróg, spotyka się tam jedynie samochody terenowe.

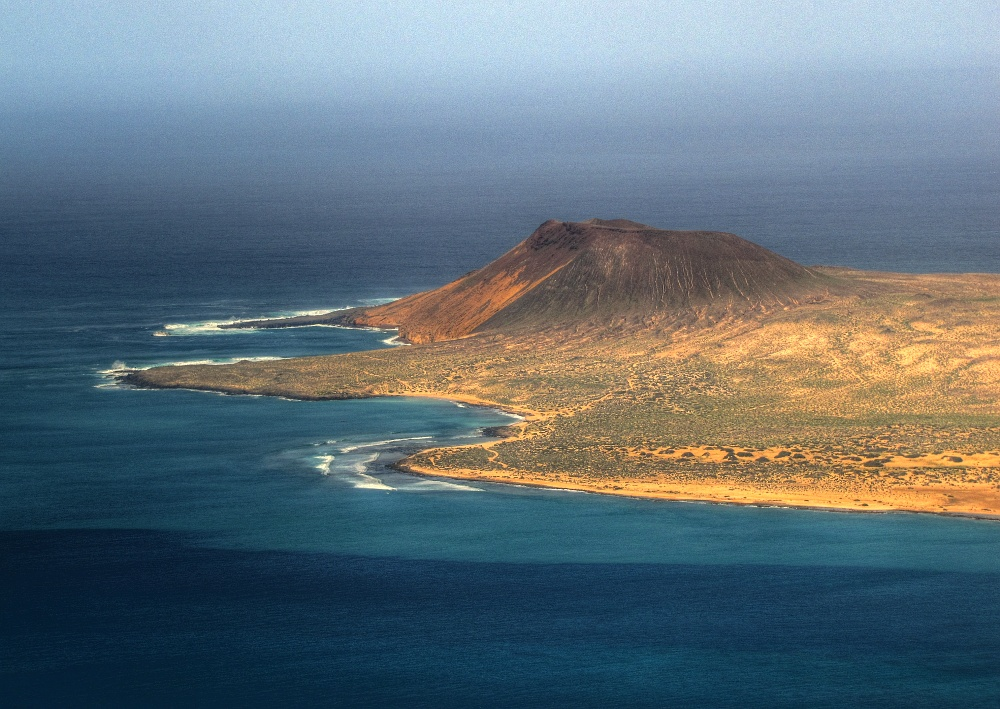
La Graciosa – zachodnia część wyspy

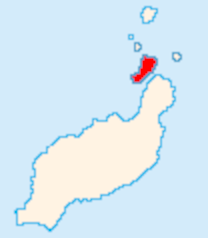
La Graciosa
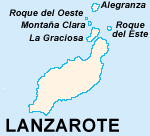
Archipelag Chinijo